# Choi Mi-sun
Choi Mi-sun (hangul 최미선, ur. 1 lipca 1996) – południowokoreańska łuczniczka sportowa. Złota medalistka olimpijska z Rio de Janeiro.
Startowała w konkurencji łuków klasycznych. Zawody w 2016 były jej pierwszymi igrzyskami olimpijskimi. Po złoto sięgnęła w drużynie, tworzyły ją również Chang Hye-jin i Ki Bo-bae. Indywidualnie zajęła ósme miejsce. Na mistrzostwach świata w 2017 została mistrzynią świata w drużynie. Była trzecia w 2015 w rywalizacji indywidualnej i drużynowej. W 2019 zdobyła srebro w drużynie i brąz indywidualnie.